# Heuberger Warte

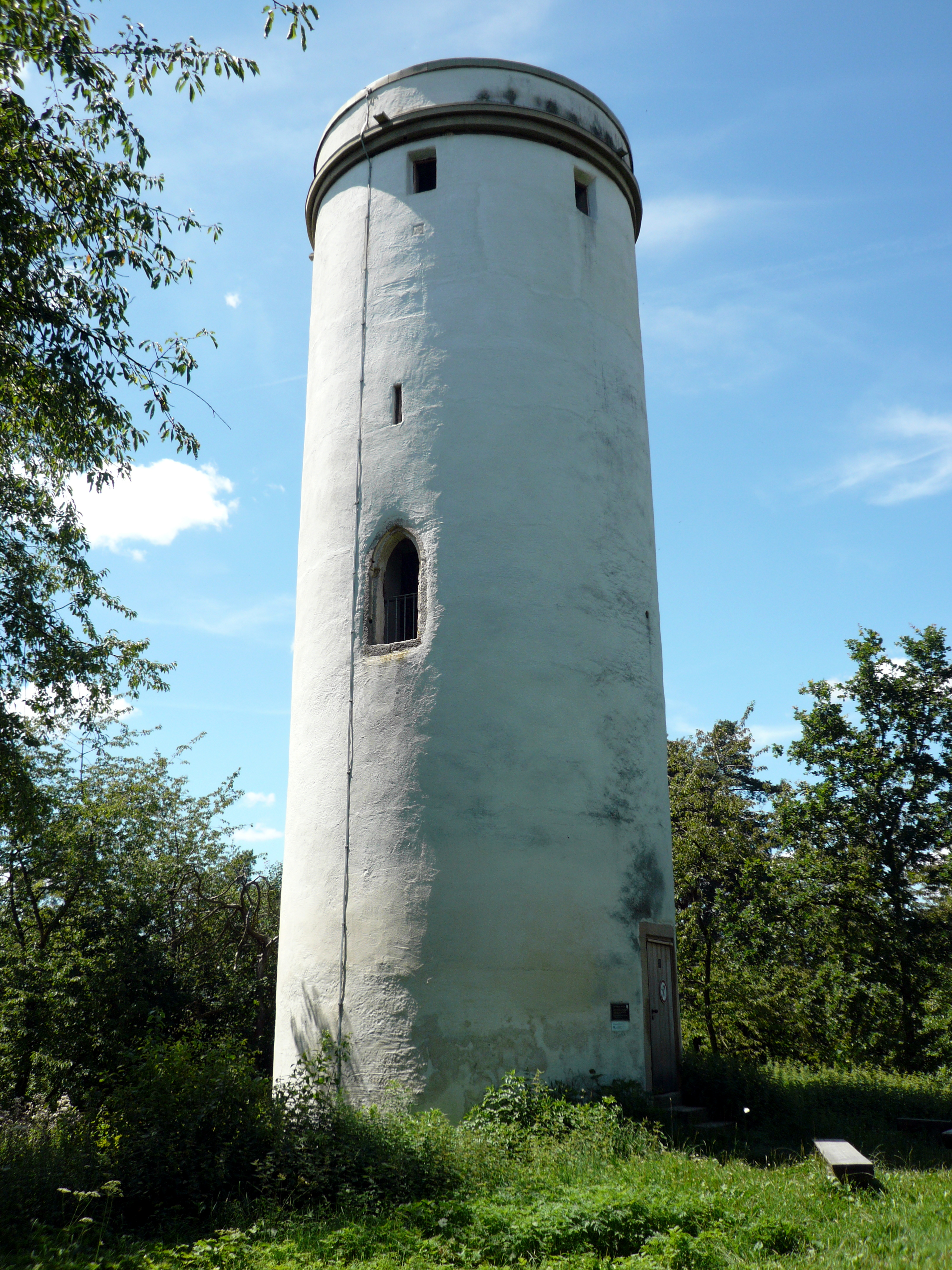
Heuberger Warte

Die Heuberger Warte ist ein ehemaliger Wartturm auf dem Gipfel des 483,5 m ü. NHN hohen Heubergs, zwischen Rottenburg am Neckar und Seebronn. Im Volksmund wird er auch „Mehlsack“ genannt.

## Geschichte
Der runde Turm wurde von den schwäbischen Reichsstädten während der Zeit der reichsstädtischen Pfandschaft Hohenbergs (1410–1454) an der Grenze zum Herzogtum Württemberg im Jahr 1422 erbaut. Heute ist er ein beschränkt zugänglicher Aussichtsturm von etwa 13 m Höhe mit Sicht zum Oberen Gäu und Schwarzwald.